# 淡黄杜鹃
淡黄杜鹃（学名：Rhododendron flavidum），为杜鹃花科杜鹃花属下的一个变种。

## 扩展阅读
維基物種上的相關：淡黄杜鹃